# Alchemilla heteropoda
Alchemilla heteropoda är en rosväxtart som beskrevs av Robert Buser. Alchemilla heteropoda ingår i släktet daggkåpor, och familjen rosväxter.

## Underarter
Arten delas in i följande underarter:
- A. h. typica
- A. h. glabricaulis